# Шартър
 Тази статия е за града във Франция.  За окръга вижте Шартър (окръг).  
Ша̀ртър (на френски: Chartres) е град във Франция, столица (префектура) на департамент Йор е Лоар. Разположен на 96 км от Париж в централна Франция.

## Забележителности
Най-известният паметник на града е Шартърската катедрала. Тя е място за поклонение, тъй като нейните кули се извисяват високо над Шартър и околността на долината Бос. Катедралата е част от световното наследство на ЮНЕСКО.

## Международно сътрудничество
Побратимени и партньорски градове с Шартър

### Побратимени градове
- Равена, Италия от 1957[1]
- Шпайер, Германия от 1959[2]
- Чичестър, Великобритания от 1959
- Витлеем, Палестина от 1994[3][4]
- Евора, Португалия от 2003[5]
- Леон, Испания от 2009[6]

### Партньорски градове
- Сакураи, Япония от 1989
- Куско, Перу от 1989